# Układ z Björkö
Układ z Björkö – tajny traktat podpisany 24 lipca 1905 roku przez niemieckiego cesarza Wilhelma II oraz rosyjskiego cara Mikołaja II.

## Tajne spotkanie
23 lipca 1905 cesarz Wilhelm przybył w okolice bałtyckiej zatoki Wyborskiej u wybrzeża Wielkiego Księstwa Finlandii, aby potajemnie spotkać się z carem Mikołajem II, w celu podpisania traktatu obronnego z Rosją. Obaj władcy dotarli na miejsce spotkania za pomocą osobistych jachtów. Fakt spotkania został ujawniony za pomocą korespondencji telegraficznej pomiędzy sztabami obu przywódców, a treść traktatu została opublikowana na łamach gazety „New York Herald” w 1917.

## Założenia traktatu
Traktat zawierał 4 artykuły:
1. W razie jakiekolwiek ataku państwa europejskiego na Niemcy lub Rosję, kraj niezaatakowany pomoże napadniętemu wszystkimi siłami lądowymi i morskimi.
2. Zawarcie pokoju ze wspólnym wrogiem może odbyć się jedynie przez oba kraje.
3. Traktat będzie obowiązywał wraz z zawarciem układu pokojowego pomiędzy Rosją a Japonią. Może zostać wypowiedziany z jednorocznym wyprzedzeniem.
4. Jeżeli traktat wejdzie w życie, Rosja będzie zobowiązaną powiadomić o nim Francję i zaproponować jej przyłączenie się.
Oprócz obu monarchów traktat podpisali sekretarz spraw zagranicznych Rzeszy Heinrich von Tschirschky, rosyjski ambasador w Wielkiej Brytanii Alexander von Benckendorff (1849–1917), a także rosyjski minister marynarki wojennej Aleksiej Birilow

## Realizacja
Dla caratu był to fatalny rok: najpierw klęski w toczonej od 1904 roku wojnie rosyjsko-japońskiej, następnie wybuch rewolucji 1905 roku. Traktat podpisany przez cara Mikołaja II był niewykonalny, ponieważ Rosja od 1892 roku utrzymywała sojusz z Francją. Niemcy za pomocą traktatu chciały zagwarantować sobie bezpieczeństwo w razie możliwego ataku sił francuskich. Traktat kolidował również z Trójprzymierzem, którego art. 4 dozwalając każdemu z sojuszników na rozpoczęcie wojny zaczepnej, zobowiązywał pozostałych do zachowania przynajmniej „życzliwej neutralności” wobec napastnika (zatem w razie wypowiedzenia wojny Rosji przez Austro-Węgry Rzesza musiałaby wybrać, któremu aliansowi ma być wierna). Ostatecznie wypadki potoczyły się inaczej: w 1914 cesarz Wilhelm wypowiedział wojnę Rosji w odpowiedzi na mobilizację jej armii podjętą po inwazji Austro-Węgier na królestwo Serbii.